# بات برادلي (ملاكم)
بات برادلي (بالإنجليزية: Pat Bradley)‏ مواليد 03 مارس 1884 في مقاطعة دونيجال، جزيرة أيرلندا - الوفاة 1 فبراير 1976 في سان فرانسيسكو، كان ملاكم محترف أمريكي صنّف ضمن فئة وزن الوسط.

## إحصائيات
خاض خلال مسيرته 32 نزالا، فاز في 15 وتعادل في 3 وخسر في 12. فاز بالضربة القاضية في 14 نزالا.

## روابط خارجية
- بات برادلي على موقع بوكس ريك (الإنجليزية) (registration required)